# Kurt Rudolf Mirow
Kurt Rudolf Mirow (* um 1936; † 20. September 1992) war ein deutsch-brasilianischer Unternehmer und Autor.
Der Urenkel von Georg Hermann Stoltz, dessen Unternehmen im Laufe des Zweiten Weltkriegs aufgelöst wurde, gründete 1957 die Firma Codima, Maquinas e Acessorios zur Herstellung von Elektromotoren und Transformatoren. Der aufkommenden Konkurrenz der Kartelle waren sie nicht gewachsen.
Mitte der 1980er war er Unternehmensberater und reichte 1986 weit über 1000 Anträge bei der Kölner Arbeitsgemeinschaft Industrieller Forschungsvereinigungen (AIF) ein.
Der Tages-Anzeiger meldete am 25. Mai 1977, zu Mirows Buch Die Diktatur der Kartelle: 

„Das brasilianische Bundesappelationsgericht hat das Gesuch des Industriellen Kurt R. Mirow um Freigabe seines Buches ‹Diktatur der Kartelle› ohne Begründung ‹auf unbestimmte Zeit› zurückgestellt. Die gesamte Auflage dieses Bandes war auf Geheiß des Justizministeriums beschlagnahmt worden. Bereits Ende Oktober 1976 hatten Unbekannte versucht, den Originaltext aus dem Verlagshaus Civilizacao Brasileira in Rio de Janeiro zu entwenden. Wenige Wochen später verübte die ultrarechte Terrorgruppe AAB einen Bombenanschlag auf diesselbe Firma.“

Kurt Rudolf Mirow verunglückte am 20. September 1992 als Fußgänger im Straßenverkehr auf Bali (Indonesien) tödlich.

## Veröffentlichungen
- Kurt Rudolf Mirow: Das Atomgeschäft mit Brasilien. Campus-Verlag, Frankfurt/Main 1980, ISBN 3-593-32826-7.
- Kurt Rudolf Mirow: Die Diktatur der Kartelle. Zum Beispiel Brasilien - Materialien zur Vermachtung des Weltmarktes. Rowohlt, Reinbek bei Hamburg 1981, ISBN 3-499-14187-6.
- Kurt Rudolf Mirow, Harry Mauerer: Webs of Power: International Cartels and the World Economy. Houghton Mifflin, Boston 1982, ISBN 978-0-395-30536-2 (nonstopsystems.com [PDF]).
- Kurt Rudolf Mirow: Konzerne am Ende? Knesebeck und Schuler, München 1990, ISBN 3-926901-33-0.
- Kurt Rudolf Mirow: Condenados ao Subdesenvolvimento (= Ditadura dos cartéis. Band 2). Editora Civilização Brasileira, 1978.